# Aceite de hueso
El aceite de hueso (conocido también como aceite animal, aceite Dippel, aceite de cuerno de ciervo o aceite de Jeppel) es un subproducto nitrogenado de la destilación destructiva de huesos. Es un aceite de color marrón oscuro, viscoso, parecido al alquitrán líquido, con un desagradable olor. Se le dio el nombre de aceite Dippel por su inventor, Johann Conrad Dippel. El aceite se obtiene por destilación destructiva de huesos o de otras sustancias animales, y está compuesto mayoritariamente por cadenas alifáticas, con partes de nitrógeno e incluye especies como pirroles, piridinas y nitrilos, así como otros compuestos nitrogenados.

## Usos
El aceite de hueso tuvo un número de usos que ahora son mayoritariamente obsoletos. Su uso primario era como repelente de animales e insectos. También fue utilizado como desnaturalizador del alcohol, como insecticida, como fuente de pirrol y para preparaciones orgánicas. Tuvo un uso limitado como agente químico atacante durante la campaña del desierto de la Segunda Guerra Mundial. El aceite dejaba el agua de los pozos imbebible y así impedía al enemigo su uso. Al no ser letal, se reclamó que el aceite no rompía el Protocolo de Ginebra.